# Clarence Muse
Clarence Muse (* 14. Oktober 1889 in Baltimore, Maryland; † 13. Oktober 1979 in Perris, Kalifornien) war ein US-amerikanischer Film- und Theaterschauspieler, Schriftsteller, Lyriker, Komponist, Regisseur und Sänger sowie Anwalt. Er gilt als afroamerikanischer Showpionier und wurde 1973 – gemeinsam mit Gordon Parks – als erste Person in die neugegründete Black Filmmakers Hall of Fame aufgenommen. Er war zudem der erste afroamerikanische Darsteller, der im Filmvorspann als „Star“ angekündigt wurde.

## Leben und Karriere

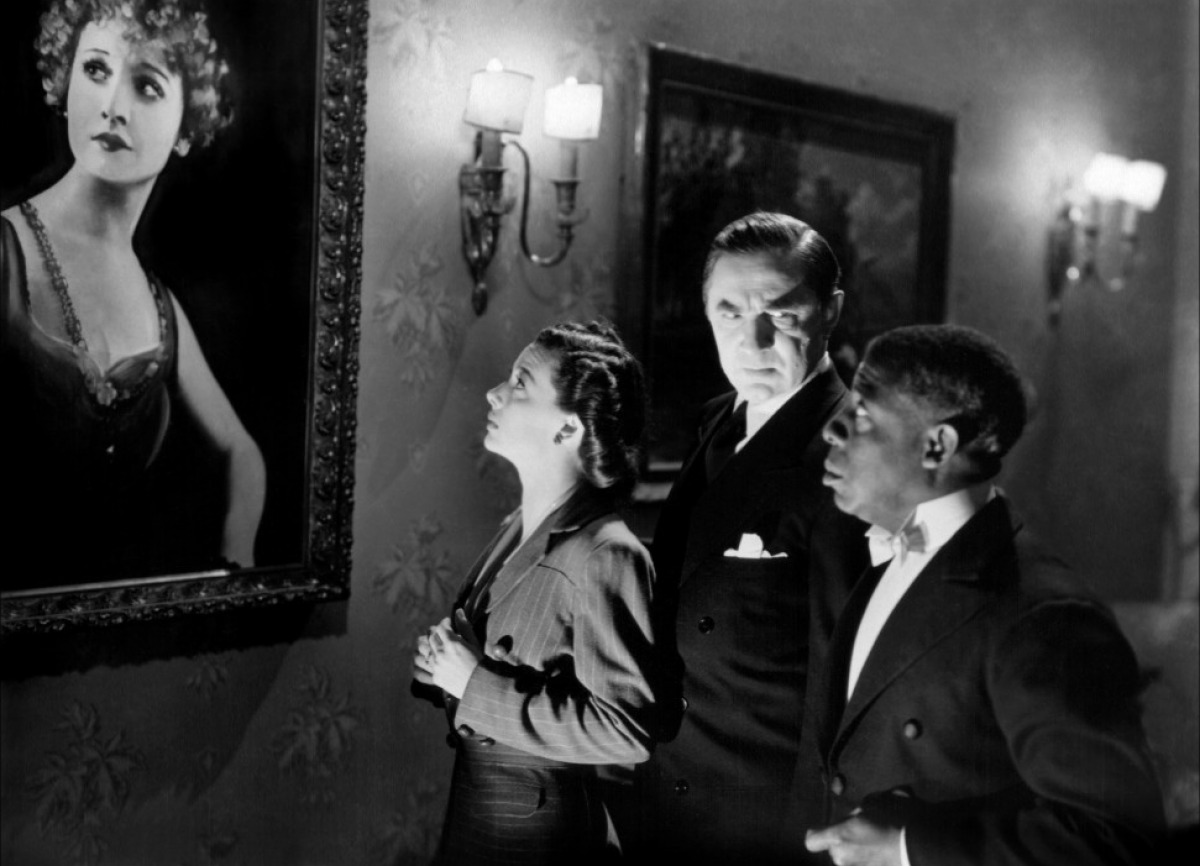
Clarence Muse (rechts) mit Bela Lugosi und Polly Ann Young im Film Invisible Ghost (1941)

Clarence Muse wurde in Baltimore als Sohn von Alexander und Mary Muse geboren. Er studierte am Dickinson College in Carlisle (Pennsylvania) und machte 1911 seinen internationalen Abschluss in Rechtswissenschaften. Wegen der schlechten Bedingungen für schwarze Anwälte wechselte er spätestens in den frühen 1920er-Jahren zum Showgeschäft. Während der Harlem Renaissance in den 1920er-Jahren spielte Muse in zwei Harlem-Theatern in New York, den Lincoln Players sowie den Lafayette Players. Bei den Lafette Players unter Leitung des gebürtigen Briten Robert Levy war es insbesondere sein Ziel, dass auch dunkelhäutige Darsteller gleichermaßen Bekanntheit und Respekt wie ihre weißen Kollegen erlangen konnten. Er half bei der Produktion von verschiedenen Stücken und beteiligte sich selbst ebenfalls als Autor verschiedener Sketche, Lieder und Stücken. Muse trat ebenfalls als Sänger bei Opern, Minstrel Shows oder in Vaudeville-Shows auf.
Nach einer kurzen Zeit in Chicago wechselte Muse mit Beginn des Tonfilmes Ende der 1920er-Jahre nach Hollywood, wo er unter anderem in Hearts in Dixie (1929) spielte, dem wohl ersten Film eines großen Hollywood-Studios mit ausschließlich afroamerikanischer Besetzung. Bis zu seinem Tode sollte regelmäßig in Hollywood spielen, sodass er auf fast 160 Film- und Fernsehauftritte im Laufe seiner langen Karriere gelangte. Er spielte unter anderem eine Nebenrolle in Frank Capras Abenteuerfilm Das Luftschiff (1931) und verkörperte im selben Jahr einen sympathischen Portier im Pre-Code-Drama Safe in Hell. Nina Mae McKinney, Muses Co-Star in Safe in Hell, sang in diesem Film ebenfalls den Song (When It's) Sleepy Time Down South. Diesen Song hatte Muse 1931 zusammen mit dem Geschwisterpaar Leon und Otis René geschrieben. (When It's) Sleepy Time Down South wurde später insbesondere bekannt durch Louis Armstrong, für den der vielfach gespielte Song eine Art „Markenzeichen“ war.
Während Muse sich in Hollywood-Filmen zumeist mit Nebenrollen begnügen musste, spielte er in afroamerikanischen Eigenproduktionen auch Hauptrollen: Im düsteren Drama Broken Earth (1936) zeigte Muse als schwarzen Farmpächter, der um das Leben seines erkrankten Sohnes betet und damit Erfolg hat. Der Film wurde auf einer Südstaaten-Farm mit (bis auf Muse) Laiendarstellern gedreht. Für das Hollywood-Musicaldrama Way Down South mit Kinderstar Bobby Breen schrieb er gemeinsam mit Langston Hughes das Drehbuch sowie die Songs des Filmes, zudem agierte er ebenfalls als Darsteller. Way Down South zeigte Afroamerikaner in zentralen Rollen, die im Gegensatz zu vielen anderen Filmen dieser Zeit erstaunlich klischeefrei agierten. 1943 war Muse mit Run Little Chillun der erste afroamerikanische Regisseur einer Broadway-Produktion. Im selben Jahr hatte er eine kleine Rolle als Schlafwagenschaffner in Alfred Hitchcocks Thriller Im Schatten des Zweifels. Obwohl der dunkelhäutige Charakterdarsteller immer wieder Stereotypen auf der Leinwand sowie im Theater spielte, war er als profilierter Kämpfer für bessere Afroamerikaner-Rollen bekannt. Immer mal wurden ihm aber auch Stereotypen wie seine langjährige Theaterrolle als Onkel Tom zum Vorwurf gemacht. Der Kritiker Donald Bogle erwiderte darauf, dass diese Leute aber übersehen hätten, dass er diese Rolle „mit großer Intelligenz und Nachdenklichkeit gespielt“ habe.
In den 1950er-Jahren drehte Muse immer noch Filme wie John Fords Wem die Sonne lacht, spielte aber auch zunehmend im aufkommenden Fernsehen, so als Pianist Sam in einer Fernsehadaption von Casablanca oder als Joseph in der Fernsehserie Disney Land. In den 1960er- und 1970er-Jahren trat er nur noch gelegentlich auf, seine letzte große Rolle hatte Muse 1979 als Pferdebesitzer Snoe in Der schwarze Hengst neben Mickey Rooney und Kelly Reno. Muse war zweimal verheiratet: Nach der Scheidung von seiner ersten Frau Willabelie – sie hatten drei Kinder – war er von 1952 bis zu seinem Tod mit Irene Ena verheiratet. Clarence Muse verstarb am 13. Oktober 1979, einen Tag vor seinem 90. Geburtstag, an einer Hirnblutung.

## Filmografie (Auswahl)
- 1921: The Custard Nine
- 1929: Hearts in Dixie
- 1930: Rain or Shine
- 1930: Orkan (Derelict)
- 1930: Sirenen um Mitternacht (Outside the Law)
- 1931: Das Luftschiff (Dirigble)
- 1931: The Woman from Monte Carlo
- 1931: Safe in Hell
- 1931: Huckleberry Finn
- 1932: White Zombie
- 1932: Attorney for the Defense
- 1932: Blonde Venus (Blonde Venus)
- 1932: Die Hütte im Baumwollfeld (The Cabin in the Cotton)
- 1932: Big City Blues
- 1932: Wenn ich eine Million hätte (If I Had a Million)
- 1932: Das Washingtoner Karussell (Washington Merry-Go-Round)
- 1933: Frisco Jenny
- 1934: Massacre
- 1934: Schwarzer Mond (Black Moon)
- 1934: Das Rätsel von Monte Christo (The Count of Monte Cristo)
- 1934: Broadway Bill
- 1935: O'Shaughnessy's Boy
- 1935: Die Farm am Mississippi (So Red the Rose)
- 1936: Show Boat
- 1936: Broken Earth
- 1938: The Toy Wife
- 1939: Way Down South
- 1940: Charlie Chan: Mord über New York (Murder over New York)
- 1941: Die Abenteurerin (The Flame of New Orleans)
- 1941: Adam hatte vier Söhne (Adam Had Four Sons)
- 1941: Love Crazy
- 1941: Invisible Ghost
- 1942: Sechs Schicksale (Tales of Manhattan)
- 1942: Zeuge der Anklage (The Talk of the Town)
- 1943: Im Schatten des Zweifels (Shadow of a Doubt)
- 1943: Verhängnisvolle Reise (Sherlock Holmes in Washington)
- 1943: The Sky’s the Limit
- 1943: Ein himmlischer Sünder (Heaven Can Wait)
- 1943: Watch on the Rhine
- 1943: Flesh and Fantasy
- 1944: Frau ohne Gewissen (Double Indemnity)
- 1945: Der dünne Mann kehrt heim (The Thin Man Goes Home)
- 1945: Jungle Queen
- 1945: Straße der Versuchung (Scarlet Street)
- 1946: Tag und Nacht denk’ ich an Dich (Night and Day)
- 1947: Mit Gesang geht alles besser (Welcome Stranger)
- 1947: Detektiv mit kleinen Fehlern (My Favorite Brunette)
- 1947: Die Unbesiegten (Unconquered)
- 1948: Der Herr der Silberminen (Silver River)
- 1950: Lach und wein mit mir (Riding High)
- 1951: Trommeln des Todes (Apache Drums)
- 1951: My Forbidden Past
- 1952: Die Spielhölle von Las Vegas (The Las Vegas Story)
- 1952: Die Geliebte des Korsaren (Carribean)
- 1953: Wem die Sonne lacht (The Sun Shines Bright)
- 1955: Casablanca (Fernsehserie, 2 Folgen)
- 1956: The First Traveling Saleslady
- 1959: Porgy und Bess (Porgy and Bess)
- 1960: Disney-Land (Fernsehserie, 5 Folgen)
- 1968: Daktari (Fernsehserie, 1 Folge)
- 1972: Der Weg der Verdammten (Buck and the Preacher)
- 1973: Big Boy – Der aus dem Dschungel kam (The World's Greatest Athlete)
- 1976: Car Wash – Der ausgeflippte Waschsalon (Car Wash)
- 1979: Der schwarze Hengst (The Black Stallion)

## Auszeichnungen
- 1972: Ehrendoktor des afroamerikanischen Bishop College in Dallas
- 1973: Aufnahme in die neugegründete Black Filmmakers Hall of Fame